# Carl Steinbrück
Carl Steinbrück (ur. 27 października 1869 w Baniach k. Szczecina, zm. 1945 w Gdańsku) – gdański kupiec i poseł, oraz panamski urzędnik konsularny.
Zajmował się handlem artykułami żelaznymi w Gdańsku. Powierzono mu pełnienie funkcji konsula Panamy (1933-1939). Należał do Niemieckiej Narodowej Partii Ludowej (niem. Deutschnationale Volkspartei – DNVP). W latach 1935–1938 był posłem do Volkstagu.
12 czerwca 1936 został pobity przez nazistowskich bojówkarzy w gdańskim hotelu St. Josephshaus przy Töpfergasse 5/9 (ob. ul. Garncarska). W kwietniu 1938 był zmuszony wstąpić do NSDAP. W 1945 poległ przy wkraczaniu Armii Czerwonej do Gdańska.